# Armand Forchério
Armand Forchério (ur. 1 marca 1941) to monakijski były trener i piłkarz występujący na pozycji obrońcy. Przez całą swoją piłkarską karierę reprezentował barwy klubu AS Monaco, dla którego rozegrał 248 spotkań i zdobył dwa gole. W 1972 rozpoczął swoją karierę szkoleniową w klubie AC Arles, gdzie pracował do 1974 roku. W 1976 roku przez krótki czas prowadził AS Monaco.

## Sukcesy
- Mistrzostwo Francji: 1962/63
- Puchar Francji: 1962/63